# Vrba (Udbina, Hrvatska)
Vrba je naselje u Republici Hrvatskoj, u sastavu Općine Udbine, Ličko-senjska županija. Nalazi se južno od Udbine, na račvanju ceste 5195 na cestu 5195 i 5196.

## Povijest
Hrvati na Udbini i u prstenu sela naokolo Udbine - u Podudbini, Ćojluku, Vrbi, Mutiliću i Rebiću stoljećima su činili 98% stanovnika sve do noći u 13. na 14. prosinca 1942. godine. Svi su bili starosjedioci ličko-čakavske provenijencije. Bili su 98% stanovništva.   Velikosrbi su u Udbini masovno poklali hrvatski narod, tako da je Hrvata u Udbini od prijeratne dvije tisuće 1945. gotovo sve nestalo. Ako Hrvati nisu bili pobijeni, raspršeni su. U noći pokolja na Udbini, iza treće ure udbinski Hrvati morali su u egzodus radi spašavanja golih života. Od velikosrpskih talibana iz susjednih sela udbinski Hrvati bježali su preko planine Trovrva sve do spasonosnoga Lovinca. Zadrti velikosrbi iz susjednih sela su po egzodusu Hrvata zapalili i srušili sve katoličke crkve na Krbavi, zatirući tako trag hrvatstvu i katoličanstvu. Zapalili su i srušili katoličku crkvu sv. Nikole na Udbini, sv. Marka - groba u Podudbini, sv. Augustina u Mutiliću, uništili rimokatoličko groblje na Koriji. Tako su i u Drugome svjetskom ratu i još više poslije rata, jugokomunisti i velikosrbi su ubijanjem uništili župu u Udbini. Posljedica je bila da u Udbini uopće nije bilo potrebe za župnikom i posljedica je bila da cijelo vrijeme u jugokomunističkoj Jugoslaviji bilo je cementirano etničko čišćenje i od 1945. – 1990., Udbina nije imala ni župnika, ni crkvu, ni župni stan i nijednog Hrvata. Ciljano temeljito etnički očišćena od Hrvata, za cijelo vrijeme komunističke Jugoslavije Srbi nisu dali obnoviti župnu crkvu u Udbini. Sve do Oluje, kada su u nju došli prognani Hrvati iz Bosne.
Nastranost i lažljivost jugoslavenskog režima pokazala se i u poraću. Ne samo da nije bilo ništa od nacionalne ravnopravnosti, nego je nova Jugoslavija nastavila s politikom velikosrpske hegemonije, dekroatizacije i posrbljivanja hrvatskih krajeva. Na Udbini je nova Jugoslavija oduzela zemljište i kuće ratnih žrtava, udbinskih Hrvata i dala ih onim istim zločincima koji su ote Hrvate protjerali. Na tim su otetim hrvatskim zemljištima velikosrbi sagradili svoje kuće. Imovina im do danas nije vraćena